# Сурлово
Сурлово, още Сурльово или Сурлево (на гръцки: Αμάραντα, Амаранда, до 1927 Σούρλοβο, Сурлово), е село в Егейска Македония, Гърция, дем Кукуш (Килкис) на административна област Централна Македония. Сурлово има население от 408 души (2001).

## География
Селото се намира в Дойранската котловина на около 4 километра източно от Дойран (Дойрани).

## История

### В Османската империя
В „Етнография на вилаетите Адрианопол, Монастир и Салоника“, издадена в Константинопол в 1878 година и отразяваща статистиката на населението от 1873 година, Сурлуво (Sourluvo) е посочено като селище в Дойранска каза с 86 домакинства, като жителите му са 104 мюсюлмани и 127 българи.
Към 1900 година според статистиката на Васил Кънчов („Македония. Етнография и статистика“) Сурльово е село в Дойранска каза и брои 260 жители българи и 200 турци.
Цялото население на селото е под върховенството на Българската екзархия. По данни на секретаря на екзархията Димитър Мишев („La Macédoine et sa Population Chrétienne“) в 1905 година в Сурлево (Sourlevo) има 256 българи екзархисти и работи българско училище.
При избухването на Балканската война в 1912 година един човек от Сурлово е доброволец в Македоно-одринското опълчение.

### В Гърция
В 1913 година след Междусъюзническата война селото попада в Гърция и българските му жители се изселват в България. В 20-те години на тяхно място са заселени гърци бежанци. В 1928 година в селото е чисто бежанско и има 141 бежански семейства с 531 жители. В 1927 година селото е прекръстено на Амаранда.
| Име   | Име   | Ново име | Ново име | Описание                                     |
| ----- | ----- | -------- | -------- | -------------------------------------------- |
| Курия | Κουρί | Дасос    | Δάσος    | местност на ЮЗ от Сурлово и на СЗ от Патарос |

## Личности
Родени в Сурлово
- Мито Аризанов, македоно-одрински опълченец, 27-годишен, основно образование, четата на Ичко Димитров[10]
- Никола Стоянов, български революционер, деец на ВМОРО, жив към 1918 г.[11]
- Стоян Стойков (1879 – ?), деец на ВМОРО